# Michael Wehlin
Michael Wehlin, född 25 februari 1962, är en svensk orienterare som blev nordisk mästare i stafett 1988 och svensk mästare i nattorientering 1984 samt i stafett 1986, 1987, 1989, 1992 och 1999. Han tog även VM-silver i stafett 1985 och 1989 samt NM-silver individuellt och i stafett 1986.